# 卡尔·路德维希·冯·贝塔郎非
卡爾·路德維希·馮·貝塔郎非（德語：Karl Ludwig von Bertalanffy，1901年9月19日—1972年6月12日），奧地利生物學家，一般系統論創始人。曾經在倫敦、加拿大及美國等地工作。

## 生平
貝塔郎非生於奧地利首都維也納附近的阿茨格斯多夫，出身自一個有很多學者及法官的不平凡家族。貝塔郎非家族是16世紀匈牙利貴族的後裔。他曾祖父查理·約瑟夫·馮·貝塔郎非(Charles Joseph von Bertalanffy)在奧地利定居，擔任奧地利南部的克拉根福(Klagenfurt)劇院院長。他外曾祖父則是維也納出版商及皇家顧問－約瑟夫·佛格爾。.
1926年，貝塔朗非在維也納大學考獲哲學博士學位，畢業後便在該校任教。1937年前往美國芝加哥大學学术交流。
1938年3月，德意志国合并奥地利联邦国，貝塔朗非还在美国。他想延长居留，但不成功，1938年10月回到维也纳。一个月内他加入了纳粹党。
1940年成为维也纳大学教授，二战后被取消教授资格。
1948年，轉投加拿大渥太華大學擔任醫療系任系主任及教授。1954年至1955年，在行为科学高等研究中心作学者。1954年，建立一般系統論研究會並且出版了《行為科學》雜誌和《一般系統年鑑》。

## 研究及貢獻
他在20世紀人類智慧歷史中佔了一個重要的地位。他的貢獻超越了生物學的範疇，更觸及控制論、教育、歷史、哲學、精神科、心理學及社會學。推崇貝塔郎非的人士相信一般系統論能夠為所有領域提供概念性架構。
1934年，他發表了個體成長模型，闡述了生物學模型並且衍生幾個版本。
在簡單版本中，成長方程式是在時間(t)以微分方程式長度(L)來表達:
{\displaystyle L'(t)=r_{B}\left(L_{\infty }-L(t)\right)}
{\displaystyle r_{B}}是貝塔郎非的成長率而{\displaystyle L_{\infty }}則是個體終極長度。這個模型早見於1920年由Pütter倡議。

## 外部連結
- International Society for the Systems Sciences' biography of Ludwig von Bertalanffy
- Bertalanffy Center for the Study of Systems Science BCSSS in Vienna.